# Tournoi de tennis de Melbourne
Le tournoi de Melbourne (Victoria, Australie) est un tournoi de tennis féminin du circuit professionnel WTA et masculin du circuit professionnel ATP.
Avec neuf succès, Margaret Smith Court détient le record de victoires en simple.
L'édition masculine a été organisée en 1969 et 1975 sur gazon puis entre 1980 et 1985. De 1980 à 1982 et de 1984 à 1985, le tournoi a été joué sur moquette en salle en octobre. De 1982 à 1985, un second tournoi a été joué sur gazon en décembre. Tous ont fait partie de la catégorie Grand Prix.
En 2021, la ville de Melbourne accueille 3 tournois féminins et 2 tournois masculins en remplacement des tournois habituels de préparation à l'Open d'Australie, pour faire face à la quarantaine imposée à tous les joueurs et joueuses dans le contexte de la pandémie de Covid-19, avec la décision des organisateurs et des autorités australiennes de mettre en place une « bulle sanitaire » pour permettre l'organisation du premier tournoi du Grand Chelem de la saison. Un 4e tournoi féminin est même ajouté au calendrier et organisé pendant la 2e semaine de l'Open d'Australie, en parallèle du tournoi du Grand Chelem. Toutes ces éditions se sont jouées au Melbourne Park.

## Palmarès dames

### Simple
| No       | Date       | Nom et lieu du tournoi                     | Catégorie      | Dotation       | Surface         | Vainqueure           | Finaliste              | Score                               |                |
| -------- | ---------- | ------------------------------------------ | -------------- | -------------- | --------------- | -------------------- | ---------------------- | ----------------------------------- | -------------- |
| 1        | 27-11-1952 | Victorian Championships, Melbourne         |                | NC             | Gazon (ext.)    | Maureen Connolly     | Julia Sampson          | 6-2, 6-2                            |                |
|          | 1953-1958  | Pas de tournoi                             | Pas de tournoi | Pas de tournoi | Pas de tournoi  | Pas de tournoi       | Pas de tournoi         | Pas de tournoi                      | Pas de tournoi |
| 2        | 30-11-1959 | Victorian Championships, Melbourne         |                | NC             | Gazon (ext.)    | Maria Bueno          | Christine Truman       | 6-0, 5-7, 6-4                       | Tableau        |
| 3        | 28-11-1960 | Victorian Championships, Melbourne         |                | NC             | Gazon (ext.)    | Lesley Turner        | Mary Carter Reitano    | 4-6, 9-7, 6-3                       | Tableau        |
| 4        | 04-12-1961 | Victorian Championships, Melbourne         |                | NC             | Gazon (ext.)    | Margaret Smith       | Darlene Hard           | 6-3, 6-2                            | Tableau        |
| 5        | 06-12-1962 | Victorian Championships, Melbourne         |                | NC             | Gazon (ext.)    | Margaret Smith       | Lesley Turner          | 6-4, 8-6                            | Tableau        |
| 6        | 28-11-1963 | Victorian Championships, Melbourne         |                | NC             | Gazon (ext.)    | Margaret Smith       | Lesley Turner          | 6-4, 6-4                            | Tableau        |
| 7        | 26-12-1963 | Royal South Yarra Championships, Melbourne |                | NC             | Gazon (ext.)    | Margaret Smith       | Judy Tegart            | 6-1, 6-0                            | Tableau        |
| 8        | 03-12-1964 | Victorian Championships, Melbourne         |                | NC             | Gazon (ext.)    | Margaret Smith       | Jill Blackman          | 6-1, 6-3                            | Tableau        |
| 9        | 26-11-1965 | Victorian Championships, Melbourne         |                | NC             | Gazon (ext.)    | Margaret Smith       | Nancy Richey           | 5-7, 6-3, 6-2                       | Tableau        |
|          | 1966       | Pas de tournoi                             | Pas de tournoi | Pas de tournoi | Pas de tournoi  | Pas de tournoi       | Pas de tournoi         | Pas de tournoi                      | Pas de tournoi |
| 10       | 27-11-1967 | Victorian Championships, Melbourne         |                | NC             | Gazon (ext.)    | Billie Jean King     | Lesley Turner          | 6-3, 3-6, 7-5                       | Tableau        |
|          | 1968       | Pas de tournoi                             | Pas de tournoi | Pas de tournoi | Pas de tournoi  | Pas de tournoi       | Pas de tournoi         | Pas de tournoi                      | Pas de tournoi |
| Ère Open |            |                                            |                |                |                 |                      |                        |                                     |                |
| 11       | 06-01-1969 | Victorian Open, Melbourne                  |                | 12120 $        | Gazon (ext.)    | Margaret Smith Court | Kerry Harris           | 6-1, 6-4                            | Tableau        |
| 12       | 10-01-1970 | Victorian Championships, Melbourne         |                | 15000 $        | Gazon (ext.)    | Margaret Smith Court | Kerry Melville         | 6-1, 6-1                            | Tableau        |
| 13       | 25-01-1971 | Victorian Open GC Championships, Melbourne |                | 10 000 $       | Gazon (ext.)    | Evonne Goolagong     | Margaret Smith Court   | 7-63, 7-62                          | Tableau        |
|          | 1972-1975  | Pas de tournoi                             | Pas de tournoi | Pas de tournoi | Pas de tournoi  | Pas de tournoi       | Pas de tournoi         | Pas de tournoi                      | Pas de tournoi |
| 14       | 06-12-1976 | Toyota Colgate Championships, Melbourne    |                | 50 000 $       | Gazon (ext.)    | Margaret Smith Court | Sue Barker             | 6-2, 6-2                            | Tableau        |
| 15       | 06-12-1977 | Toyota Classic, Melbourne                  |                | 75 000 $       | Gazon (ext.)    | Evonne Goolagong     | Wendy Turnbull         | 6-4, 6-1                            | Tableau        |
|          | 1978       | Pas de tournoi                             | Pas de tournoi | Pas de tournoi | Pas de tournoi  | Pas de tournoi       | Pas de tournoi         | Pas de tournoi                      | Pas de tournoi |
| 16       | 26-11-1979 | Toyota Classic, Melbourne                  | Colgate Series | 100 000 $      | Gazon (ext.)    | Hana Mandlíková      | Wendy Turnbull         | 6-3, 6-2                            | Tableau        |
|          | 1980-1984  | Pas de tournoi                             | Pas de tournoi | Pas de tournoi | Pas de tournoi  | Pas de tournoi       | Pas de tournoi         | Pas de tournoi                      | Pas de tournoi |
| 17       | 13-05-1985 | Melbourne Indoors, Melbourne               |                | 75 000 $       | Moquette (int.) | Pam Shriver          | Kathy Jordan           | 6-4, 6-4                            | Tableau        |
|          | 1986-1992  | Pas de tournoi                             | Pas de tournoi | Pas de tournoi | Pas de tournoi  | Pas de tournoi       | Pas de tournoi         | Pas de tournoi                      | Pas de tournoi |
| 18       | 11-01-1993 | Sunsmart Victorian Open, Melbourne         | Tier IV        | 100 000 $      | Dur (ext.)      | Amanda Coetzer       | Naoko Sawamatsu        | 6-2, 6-3                            | Tableau        |
|          | 1994-2020  | Pas de tournoi                             | Pas de tournoi | Pas de tournoi | Pas de tournoi  | Pas de tournoi       | Pas de tournoi         | Pas de tournoi                      | Pas de tournoi |
| 19       | 01-02-2021 | Gippsland Trophy, Melbourne                | WTA 500        | 447 620 $      | Dur (ext.)      | Elise Mertens        | Kaia Kanepi            | 6-4, 6-1                            | Tableau        |
| 20       | 01-02-2021 | Yarra Valley Classic, Melbourne            | WTA 500        | 447 620 $      | Dur (ext.)      | Ashleigh Barty       | Garbiñe Muguruza       | 7-63, 6-4                           | Tableau        |
| 21       | 03-02-2021 | Grampians Trophy, Melbourne                | WTA 500        | 235 820 $      | Dur (ext.)      | Aucune               | Anett Kontaveit Ann Li | Finale annulée Trophée non attribué | Tableau        |
| 22       | 13-02-2021 | Phillip Island Trophy, Melbourne           | WTA 250        | 235 238 $      | Dur (ext.)      | Daria Kasatkina      | Marie Bouzková         | 4-6, 6-2, 6-2                       | Tableau        |
| 23       | 03-01-2022 | Melbourne Summer Set 1, Melbourne          | WTA 250        | 239 477 $      | Dur (ext.)      | Simona Halep         | Veronika Kudermetova   | 6-2, 6-3                            | Tableau        |
| 24       | 03-01-2022 | Melbourne Summer Set 2, Melbourne          | WTA 250        | 239 477 $      | Dur (ext.)      | Amanda Anisimova     | Aliaksandra Sasnovich  | 7-5, 1-6, 6-4                       | Tableau        |

### Double
| No       | Date       | Nom et lieu du tournoi                    | Catégorie      | Dotation       | Surface         | Vainqueures                             | Finalistes                       | Score             |                |
| -------- | ---------- | ----------------------------------------- | -------------- | -------------- | --------------- | --------------------------------------- | -------------------------------- | ----------------- | -------------- |
| 1        | 30-11-1959 | Victorian Championships Melbourne         |                | NC             | Gazon (ext.)    | Maria Bueno Christine Truman            | Lorraine Coghlan Margaret Smith  | 6-1, 6-1          | Tableau        |
| 2        | 28-11-1960 | Victorian Championships Melbourne         |                | NC             | Gazon (ext.)    | Mary Carter Reitano Margaret Smith      | Mary Bevis Hawton Jan Lehane     | 3-6, 6-0, 6-4     | Tableau        |
| 3        | 04-12-1961 | Victorian Championships Melbourne         |                | NC             | Gazon (ext.)    | Robyn Ebbern Margaret Smith             | Darlene Hard Yola Ramírez        | 6-3, 7-5          | Tableau        |
| 4        | 06-12-1962 | Victorian Championships Melbourne         |                | NC             | Gazon (ext.)    | Robyn Ebbern Margaret Smith             | Jan Lehane Lesley Turner         | 6-4, 6-0          | Tableau        |
| 5        | 28-11-1963 | Victorian Championships Melbourne         |                | NC             | Gazon (ext.)    | Robyn Ebbern Margaret Smith             | Jan Lehane Lesley Turner         | 6-4, 6-1          | Tableau        |
| 6        | 26-12-1963 | Royal South Yarra Championships Melbourne |                | NC             | Gazon (ext.)    | Margaret Smith Judy Tegart              | Cheryl Begbie Judith Robinson    | 6-0, 6-0          | Tableau        |
| 7        | 03-12-1964 | Victorian Championships Melbourne         |                | NC             | Gazon (ext.)    | Robyn Ebbern Billie Jean Moffitt        | Margaret Smith Judy Tegart       | 9-7, 1-6, 6-4     | Tableau        |
| 8        | 26-11-1965 | Victorian Championships Melbourne         |                | NC             | Gazon (ext.)    | Carole Caldwell Nancy Richey            | Margaret Smith Lesley Turner     | 3-6, 6-4, 6-3     | Tableau        |
|          | 1966-1968  | Pas de tournoi                            | Pas de tournoi | Pas de tournoi | Pas de tournoi  | Pas de tournoi                          | Pas de tournoi                   | Pas de tournoi    | Pas de tournoi |
| Ère Open |            |                                           |                |                |                 |                                         |                                  |                   |                |
| 9        | 06-01-1969 | Victorian Open Melbourne                  |                | 12120 $        | Gazon (ext.)    | Margaret Smith Court Judy Tegart        | Karen Krantzcke Kerry Melville   | 3-6, 6-3, 6-2     | Tableau        |
| 10       | 10-01-1970 | Victorian Championships Melbourne         |                | 15000 $        | Gazon (ext.)    | Margaret Smith Court Judy Tegart-Dalton | Karen Krantzcke Kerry Melville   | 6-3, 6-4          | Tableau        |
| 11       | 25-01-1971 | Victorian Open GC Championships Melbourne |                | 10 000 $       | Gazon (ext.)    | Margaret Smith Court Olga Morozova      | Helen Gourlay Kerry Harris       | Partage           | Tableau        |
|          | 1972-1975  | Pas de tournoi                            | Pas de tournoi | Pas de tournoi | Pas de tournoi  | Pas de tournoi                          | Pas de tournoi                   | Pas de tournoi    | Pas de tournoi |
| 12       | 06-12-1976 | Toyota Colgate Championships Melbourne    |                | 50 000 $       | Gazon (ext.)    | Margaret Smith Court Betty Stöve        | Linky Boshoff Ilana Kloss        | 6-2, 6-4          | Tableau        |
| 13       | 06-12-1977 | Toyota Classic Melbourne                  |                | 75 000 $       | Gazon (ext.)    | Evonne Goolagong Betty Stöve            | Patricia Bostrom Kym Ruddell     | 6-3, 6-0          | Tableau        |
|          | 1978       | Pas de tournoi                            | Pas de tournoi | Pas de tournoi | Pas de tournoi  | Pas de tournoi                          | Pas de tournoi                   | Pas de tournoi    | Pas de tournoi |
| 14       | 26-11-1979 | Toyota Classic Melbourne                  | Colgate Series | 100 000 $      | Gazon (ext.)    | Wendy Turnbull Billie Jean King         | Anne Smith Dianne Fromholtz      | 6-3, 6-3          | Tableau        |
|          | 1980-1984  | Pas de tournoi                            | Pas de tournoi | Pas de tournoi | Pas de tournoi  | Pas de tournoi                          | Pas de tournoi                   | Pas de tournoi    | Pas de tournoi |
| 15       | 13-05-1985 | Melbourne Indoors Melbourne               |                | 75 000 $       | Moquette (int.) | Pam Shriver Elizabeth Smylie            | Anne Hobbs Kathy Jordan          | 6-2, 5-7, 6-1     | Tableau        |
|          | 1986-1992  | Pas de tournoi                            | Pas de tournoi | Pas de tournoi | Pas de tournoi  | Pas de tournoi                          | Pas de tournoi                   | Pas de tournoi    | Pas de tournoi |
| 16       | 11-01-1993 | Sunsmart Victorian Open Melbourne         | Tier IV        | 100 000 $      | Dur (ext.)      | Nicole Provis Nathalie Tauziat          | Cammy MacGregor Shaun Stafford   | 1-6, 6-3, 6-3     | Tableau        |
|          | 1994-2020  | Pas de tournoi                            | Pas de tournoi | Pas de tournoi | Pas de tournoi  | Pas de tournoi                          | Pas de tournoi                   | Pas de tournoi    | Pas de tournoi |
| 17       | 01-02-2021 | Gippsland Trophy Melbourne                | WTA 500        | 447 620 $      | Dur (ext.)      | Barbora Krejčíková Kateřina Siniaková   | Chan Hao-ching Latisha Chan      | 6-3, 7-64         | Tableau        |
| 18       | 01-02-2021 | Yarra Valley Classic Melbourne            | WTA 500        | 447 620 $      | Dur (ext.)      | Shuko Aoyama Ena Shibahara              | Anna Kalinskaya Viktória Kužmová | 6-3, 6-4          | Tableau        |
| 19       | 13-02-2021 | Phillip Island Trophy Melbourne           | WTA 250        | 235 238 $      | Dur (ext.)      | Ankita Raina Kamilla Rakhimova          | Anna Blinkova Anastasia Potapova | 2-6, 6-4, [10-7]  | Tableau        |
| 20       | 03-01-2022 | Melbourne Summer Set 1 Melbourne          | WTA 250        | 239 477 $ $    | Dur (ext.)      | Asia Muhammad Jessica Pegula            | Sara Errani Jasmine Paolini      | 6-3, 6-1          | Tableau        |
| 21       | 03-01-2022 | Melbourne Summer Set 2 Melbourne          | WTA 250        | 239 477 $ $    | Dur (ext.)      | Bernarda Pera Kateřina Siniaková        | Tereza Martincová Mayar Sherif   | 6-2, 76-7, [10-5] | Tableau        |

## Palmarès messieurs

### Simple
| No  | Date       | Nom et lieu du tournoi           | Catégorie      | Dotation       | Surface         | Vainqueur        | Finaliste             | Score                |                |
| --- | ---------- | -------------------------------- | -------------- | -------------- | --------------- | ---------------- | --------------------- | -------------------- | -------------- |
| 1   | 06-01-1969 | Victorian Open, Melbourne        | Grand Prix     | NC $           | Gazon (ext.)    | Stan Smith       | Arthur Ashe           | 14-12, 6-8, 6-3, 8-6 |                |
| 2   | 06-10-1975 | Melbourne Indoor, Melbourne      | Grand Prix     | NC $           | Gazon (int.)    | Brian Gottfried  | Harold Solomon        | 6-2, 7-6, 6-1        |                |
| 3   | 20-10-1980 | Melbourne Indoor, Melbourne      | Grand Prix     | 125 000 $      | Moquette (int.) | Vitas Gerulaitis | Peter McNamara        | 7-5, 6-3             |                |
| 4   | 19-10-1981 | Melbourne Indoor, Melbourne      | Grand Prix     | 125 000 $      | Moquette (int.) | Peter McNamara   | Vitas Gerulaitis      | 6-4, 1-6, 5-5, ab.   |                |
| 5   | 04-10-1982 | Melbourne Indoor, Melbourne      | Grand Prix     | 100 000 $      | Moquette (int.) | Vitas Gerulaitis | Eliot Teltscher       | 2-6, 6-2, 6-2        |                |
| 6   | 26-12-1983 | Melbourne Outdoor, Melbourne     | Grand Prix     | 75 000 $       | Gazon (ext.)    | Pat Cash         | Rod Frawley           | 6-4, 7-6             |                |
| 7   | 15-10-1984 | Melbourne Indoor, Melbourne      | Grand Prix     | 150 000 $      | Moquette (int.) | Matt Mitchell    | Pat Cash              | 6-4, 3-6, 6-2        |                |
| 8   | 24-12-1984 | Melbourne Outdoor, Melbourne     | Grand Prix     | 75 000 $       | Gazon (ext.)    | Dan Cassidy      | John Fitzgerald       | 7-6, 7-6             |                |
| 9   | 21-10-1985 | Melbourne Indoor, Melbourne      | Grand Prix     | 100 000 $      | Moquette (int.) | Marty Davis      | Paul Annacone         | 6-4, 6-4             |                |
| 10  | 23-12-1985 | Melbourne Outdoor, Melbourne     | Grand Prix     | 80 000 $       | Gazon (ext.)    | Jonathan Canter  | Peter Doohan          | 5-7, 6-3, 6-4        |                |
|     | 1986-2020  | Pas de tournoi                   | Pas de tournoi | Pas de tournoi | Pas de tournoi  | Pas de tournoi   | Pas de tournoi        | Pas de tournoi       | Pas de tournoi |
| 11  | 01-02-2021 | Great Ocean Road Open, Melbourne | ATP 250        | 320 775 $      | Dur (ext.)      | Jannik Sinner    | Stefano Travaglia     | 7-64, 6-4            | Tableau        |
| 11' | 01-02-2021 | Murray River Open, Melbourne     | ATP 250        | 320 775 $      | Dur (ext.)      | Daniel Evans     | Félix Auger-Aliassime | 6-2, 6-3             | Tableau        |
| 12  | 04-01-2022 | Melbourne Summer Set, Melbourne  | ATP 250        | 521 000 $      | Dur (ext.)      | Rafael Nadal     | Maxime Cressy         | 7-66, 6-3            | Tableau        |

### Double
| No  | Date       | Nom et lieu du tournoi           | Catégorie      | Dotation       | Surface         | Vainqueurs                       | Finalistes                                | Score          |                |
| --- | ---------- | -------------------------------- | -------------- | -------------- | --------------- | -------------------------------- | ----------------------------------------- | -------------- | -------------- |
| 1   | 06-01-1969 | Victorian Open, Melbourne        | Grand Prix     | NC $           | Gazon (ext.)    | Dick Crealy Allan Stone          | Bill Bowrey Ray Ruffels                   | 9-7, 6-4, 6-4  |                |
| 2   | 06-10-1975 | Melbourne Indoor, Melbourne      | Grand Prix     | NC $           | Gazon (int.)    | Ross Case Geoff Masters          | Brian Gottfried Raúl Ramírez              | 6-4, 6-0       |                |
| 3   | 20-10-1980 | Melbourne Indoor, Melbourne      | Grand Prix     | 125 000 $      | Moquette (int.) | Fritz Buehning Ferdi Taygan      | John Sadri Tim Wilkison                   | 6-1, 6-2       |                |
| 4   | 19-10-1981 | Melbourne Indoor, Melbourne      | Grand Prix     | 125 000 $      | Moquette (int.) | Paul Kronk Peter McNamara        | Sherwood Stewart Ferdi Taygan             | 3-6, 6-3, 6-4  |                |
| 5   | 04-10-1982 | Melbourne Indoor, Melbourne      | Grand Prix     | 100 000 $      | Moquette (int.) | Francisco González Matt Mitchell | Syd Ball Rod Frawley                      | 7-6, 7-6       |                |
| 6   | 27-12-1982 | Melbourne Outdoor, Melbourne     | Grand Prix     | 75 000 $       | Gazon (ext.)    | Eddie Edwards Jonathan Smith     | Broderick Dyke Wayne Hampson              | 7-6, 6-3       |                |
| 7   | 15-10-1984 | Melbourne Indoor, Melbourne      | Grand Prix     | 150 000 $      | Moquette (int.) | Broderick Dyke Wally Masur       | Peter Johnston John McCurdy               | 6-2, 6-3       |                |
| 8   | 24-12-1984 | Melbourne Outdoor, Melbourne     | Grand Prix     | 75 000 $       | Gazon (ext.)    | Broderick Dyke Wally Masur       | Mike Bauer Scott McCain                   | 7-6, 3-6, 7-6  |                |
| 9   | 21-10-1985 | Melbourne Indoor, Melbourne      | Grand Prix     | 100 000 $      | Moquette (int.) | Brad Drewett Matt Mitchell       | David Dowlen Nduka Odizor                 | 4-6, 7-6, 6-4  |                |
| 10  | 23-12-1985 | Melbourne Outdoor, Melbourne     | Grand Prix     | 80 000 $       | Gazon (ext.)    | Darren Cahill Peter Carter       | Brett Dickinson Roberto Saad              | 7-6, 6-1       |                |
|     | 1986-2020  | Pas de tournoi                   | Pas de tournoi | Pas de tournoi | Pas de tournoi  | Pas de tournoi                   | Pas de tournoi                            | Pas de tournoi | Pas de tournoi |
| 11  | 01-02-2021 | Great Ocean Road Open, Melbourne | ATP 250        | 320 775 $      | Dur (ext.)      | Jamie Murray Bruno Soares        | Juan Sebastián Cabal Robert Farah         | 6-3, 7-67      | Tableau        |
| 11' | 01-02-2021 | Murray River Open, Melbourne     | ATP 250        | 320 775 $      | Dur (ext.)      | Nikola Mektić Mate Pavić         | Jérémy Chardy Fabrice Martin              | 7-62, 6-3      | Tableau        |
| 12  | 04-01-2022 | Melbourne Summer Set, Melbourne  | ATP 250        | 521 000 $      | Dur (ext.)      | Wesley Koolhof Neal Skupski      | Aleksandr Nedovyesov Aisam-Ul-Haq Qureshi | 6-4, 6-4       | Tableau        |

## Palmarès mixte
| No | Date       | Nom et lieu du tournoi            | Catégorie | Dotation | Surface      | Vainqueures                  | Finalistes                   | Score    |         |
| -- | ---------- | --------------------------------- | --------- | -------- | ------------ | ---------------------------- | ---------------------------- | -------- | ------- |
| 1  | 30-11-1959 | Victorian Championships Melbourne |           | NC       | Gazon (ext.) | Maria Bueno Robert Howe      | Mary Carter Reitano Bob Mark | 7-5, 6-3 | Tableau |
| 2  | 28-11-1963 | Victorian Championships Melbourne |           | NC       | Gazon (ext.) | Margaret Smith Pierre Darmon | NC                           | NC       | Tableau |
| 3  | 03-12-1964 | Victorian Championships Melbourne |           | NC       | Gazon (ext.) | Margaret Smith Pierre Darmon | NC                           | NC       | Tableau |